# Zebroide
Um zebroide é um cruzamento entre uma zebra e um outro animal do género Equus. No fundo, trata-se do híbrido de uma zebra.
Os zebróides assemelham-se fisicamente aos seus progenitores não-zebras mas possuem as listras características das zebras. Geralmente as listras não cobrem o corpo todo e podem estar confinadas às patas ou alastrar-se a partes do corpo e pescoço. Se o progenitor não-zebra possuir padrões na pelagem, essa característica pode vir a ser herdada pelo zebroide, onde, nesse caso, as listras são confinadas às áreas não-brancas.
Os zebróides são preferíveis para uso prático, tal como montar, pois as zebras possuem um corpo diferente do corpo do cavalo ou do burro. Consequentemente, torna-se difícil obter equipamento de equitação que sirva ao animal. Por outro lado, os zebróides tendem a ser mais temperamentais que os cavalos de puro-sangue e, consequentemente, são mais difíceis de se lidar.
O primeiro a conseguir fazer esse cruzamento no mundo foi Henrique Hermeto Carneiro Leão, o Barão de Paraná (Rio de Janeiro, 22 de novembro de 1847 – Rio de Janeiro, 16 de março de 1916), filho de Honório Hermeto Carneiro Leão, o Marquês de Paraná (Jacuí, 11 de janeiro de 1801 — Rio de Janeiro, 3 de setembro de 1856), na Fazenda Lordelo, na cidade de Sapucaia, no estado brasileiro do Rio de Janeiro.